# Alfie Gilchrist
Alfie Gilchrist (* 28. listopadu 2003 Kingston upon Thames, Londýn) je anglický fotbalový obránce hrající za anglický klub Sheffield United, kde je na hostování z Chelsea.

## Klubová kariéra

### Počátky kariéry
Svou kariéru zahájil v místních klubech Old Isleworthians Youth FC a Queens Park Rangers, kde v raném mládí hrál na pravém křídle a jako střední záložník.

### Chelsea
Gilchrist přišel do Chelsea v roce 2014 na úrovni hráčů do 11 let a byl nasazován jako střední obránce. Gilchrist byl přirovnáván k Johnu Terrymu a považoval ho za svůj idol vzhledem ke své pozici a statusu hráče akademie Chelsea.
26. května 2023 byl Gilchrist zařazen mezi náhradníky na zápas Premier League s Manchesterem United. Byl zařazen do sestavy Chelsea na předsezónní turné v rámci přípravy na sezonu 2023/24, a nastoupil jako náhradník o poločase při výhře 5:0 nad Wrexhamem.

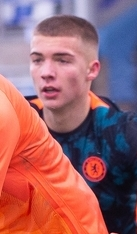
Gilchrist v juniorské lize UEFA v roce 2021

19. září 2023 podepsal s klubem novou smlouvu do června 2025. 27. prosince Gilchrist debutoval v seniorském týmu, když byl střídán v nastaveném čase při vítězství 2:1 nad Crystal Palace v Premier League. 6. ledna 2024 Gilchrist poprvé nastoupil za seniorský tým, když Chelsea porazila Preston North End 4:0 v rámci FA Cupu.
2. dubna 2024 podepsal Gilchrist s Chelsea novou smlouvu, která ho v klubu udrží až do roku 2026.
15. dubna 2024 Gilchrist nastoupil v 88. minutě jako náhradník za Malo Gusta a vstřelil svůj první gól za Chelsea při výhře 6:0 nad Evertonem.

### Hostování v Sheffieldu United
7. srpna 2024 byl Gilchrist poslán na hostování na dobu jedné sezóny do týmu EFL Championship, Sheffield United.

## Osobní život
Gilchrist je celoživotním fanouškem Chelsea, protože jeho dědeček a otec byli držiteli permanentek. Navštěvoval střední školu Esher Church of England High School v Esheru.

## Statistiky
Platné k 15. dubnu 2024
| Klub                         | Sezóna  | Liga           | Liga   | Liga | FA Cup | FA Cup | EFL Cup | EFL Cup | Ostatní | Ostatní | Celkově | Celkově |
| Klub                         | Sezóna  | Soutěž         | Zápasy | Góly | Zápasy | Góly   | Zápasy  | Góly    | Zápasy  | Góly    | Zápasy  | Góly    |
| ---------------------------- | ------- | -------------- | ------ | ---- | ------ | ------ | ------- | ------- | ------- | ------- | ------- | ------- |
| Chelsea U21                  | 2021/22 | —              | —      | —    | —      | —      | —       | —       | 3       | 0       | 3       | 0       |
| Chelsea U21                  | 2022/23 | —              | —      | —    | —      | —      | —       | —       | 4       | 0       | 4       | 0       |
| Chelsea U21                  | 2023/24 | —              | —      | —    | —      | —      | —       | —       | 2       | 0       | 2       | 0       |
| Chelsea U21                  | Celkově | Celkově        | 0      | 0    | 0      | 0      | 0       | 0       | 9       | 0       | 9       | 0       |
| Chelsea                      | 2023/24 | Premier League | 11     | 1    | 4      | 0      | 2       | 0       | —       | —       | 17      | 1       |
| Sheffield United (hostování) | 2024/25 | Championship   | 0      | 0    | 0      | 0      | 0       | 0       | —       | —       | 0       | 0       |
| Celkově                      | Celkově | Celkově        | 11     | 1    | 4      | 0      | 2       | 0       | 9       | 0       | 26      | 1       |